# Symmerus brevicornis
Symmerus brevicornis är en tvåvingeart som beskrevs av Toyohi Okada 1939. Symmerus brevicornis ingår i släktet Symmerus och familjen hårvingsmyggor. Inga underarter finns listade i Catalogue of Life.